# Старий Хоттабич (фільм)
«Старий Хоттабич» (рос. «Старик Хоттабыч») — радянський дитячий художній фільм, поставлений на Ленінградської ордена Леніна кіностудії «Ленфільм» в 1956 році режисером Геннадієм Казанським за однойменною фантастичною дитячою повістю Лазаря Лагіна.
Прем'єра відбулася в Ленінграді 12 липня 1957 року.

## Зміст
Волька — звичайний московський школяр-піонер, під час пірнань у Москві-ріці дістає з дна старовинний глечик. Він розкриває його і випускає могутнього джина-чарівника з тисячолітнього ув'язнення, який тепер, за законами джинів, стає виконавцем усіх бажань хлопця, навіть дуже необережних…

## Ролі
- Микола Волков — Хоттабич
- Альоша Литвинов — Волька Костиликов
- Геня Худяков — Женя Богорад
- Льова Ковальчук — Гога-Пилюля
- Ольга Черкасова — Варвара Степанівна
- Майя Блинова — мати Вольки
- Єфим Копелян — Джафар Алі Мухамедов
- Олександр Ларіков — доктор
- Віра Романова — Глафіра Кузьмівна, мати Гоги

## В епізодах
- Євген Весник — постовий міліціонер
- А. Галін — епізод
- Борис Коковкин — член екзаменаційної комісії
- Анатолій Королькевич — представник Управління госцирк
- Всеволод Кузнецьов — уболівальник на футболі
- Василій Леонов — Вася Казанцев, сусід знатного нафтовика в санаторії
- М. Степанов — епізод
- У титрах не вказані:
- Олег Вишнів — епізод
- Майя Забулис — глядачка на футболі
- Лев Степанов — людина в телефонній будці
- Зінаїда Шарко — продавчиня морозива в цирку
- Єлизавета Уварова — покоївка в санаторії

## Знімальна група
- Автор сценарію — Лазар Лагин
За мотивами однойменної повісті Л. Лагіна
- Режисер-постановник — Геннадій Казанський
- Оператор — Музакір Шуруков
- Художники — Ісаак Каплан, Белла Маневич
- Режисер — Лев Махтін
- Композиторка — Надія Симонян
- Звукооператор — Григорій Ельберт
- Комбіновані зйомки:
Головний оператор — Михайло Шамкович
Оператори — Б. Дудов, Михайло Покровський
Художники — А. Алексієв, Михайло Кроткін, Марія Кандат
- Директор картини — Тамара Самознаєва

## Призи
- Заохочувальний диплом фільму на 1-м ВКФ (1958)
- Почесна грамота на Міжнародному кінофестивалі в Ванкувері (1958)
- Почесний Диплом на 1 МКФ дитячих фільмів в Панамі (1971).

## Факти
- У перші півроку прокату фільм подивилися 5 мільйонів осіб.
- Для Олексія Литвинова виконання ролі Вольки Костилькова стало єдиною роботою у великому кіно, і його гонорар склав 2400 рублів.
- Для зйомок епізоду, в якому Хоттабич поїдає у великих кількостях ескімо, було зроблене підроблення: щоб актор Микола Волков не застудився, замість морозива він їв глазуровані сирки.
- Епізод зі слонами і верблюдами знімали в Одесі, де якраз в той час гастролював знаменитий цирк Корнілових.
- З екзотичними фруктами — бананами, радянські громадяни були мало знайомі. Тому в фільмі вони, зроблені з пап'є-маше і пофарбовані в смарагдову фарбу, так неприродно виглядають.
- У фільмі широко використовувалися комбіновані зйомки, в тому числі передовий на ті часи метод «блукаючої маски».

## Відмінності від книги
Пригоди друзів значно скорочені:
- У книзі Хоттабичу 3733 роки, а у фільмі — 3732 роки і п'ять місяців.
- Прибрана вся сюжетна лінія з братом Хоттабича: герої не подорожують ні до Італії, ні в Північний Льодовитий океан. Жадібний американський ділок Гаррі Вандендаллес відсутній.
- У фільмі при чаклунстві Хоттабич не використовує заклинань. При вириванні волоска лише лунає писк.
- По книзі в квартирі Вольки Хоттабич жив у вигляді рибки в акваріумі, а у фільмі сидів невидимий на шафі.
- У книзі хворобу Гоги-Пігулки розгадав мудрий доктор, який згадав один з епізодів «Тисячі і однієї ночі». У фільмі ж Хоттабич сам все пояснив Гозі.
- У книзі Хоттабич з Волькою і Женею дістаються до футбольного стадіону на метро, в якому джин до смерті був наляканий наближенням поїзда. У фільмі цей момент пропущений.
- У книзі Хоттабич заглушив двигуни у криголама, а у фільмі — у літака.
- В результаті Хоттабич стає не радіотехніком, як у книзі, а цирковим ілюзіоністом.

При всьом існує кілька варіантів тексту книги, випущених у різні роки. Так, у післявоєнному виданні (Кишинів, 1961, наприклад) літак летить з Адлеру, тоді як у виданні 1938 року Адлерський аеропорт не міг згадуватися, він був побудований у 1941 році.

## Релізи

### (VHS\DVD; без реставрації)
В 1980-і роки в СРСР фільм почав випускатися відеокомпанією «Відеопрограма Держкіно СРСР» на відеокасетах у форматі SECAM і без реставрації. У Росії в 1996 році фільм також випущений в системі PAL на VHS студією «48 годин» також без реставрації. Також випущено на VHS та DVD компанією «Ленфільм-Відео» без реставрації. Фільм випущено, практично також без реставрації, на DVD компанії «RUSCICO» у 2003 році.

### (DVD\Blu-ray; з повною реставрацією зображення та звуку)
Фільм повністю відреставровано і перевипущено на DVD та Blu-ray кіновідеооб'єднанням «Крупний план» у цифровій і високій якості зображення та звуку. Воно перевипущено в системі звуку Dolby Digital 5.1, Dolby Digital 1.0, DTS HD 5.1 без субтитрів та додаткових матеріалів.